# Rectipilus
Rectipilus Agerer (puchareczek) – rodzaj grzybów z rzędu pieczarkowców (Agaricales). W Polsce występuje jeden gatunek.

## Charakterystyka
Grzyby cyfelloidalne, saprotrofy. Owocniki roczne, cylindryczne lub o kształcie półzamkniętych miseczek, białawe, owłosienie zewnętrzne nierozgałęzione i gładkie. Brak cystyd, bazydiospory eliptyczne, nieamyloidalne.
Rectipilus spokrewniony jest z Henningsomyces. Odróżnia się od niego nierozgałęzionymi, nagimi włoskami zewnętrznymi.

## Systematyka i nazewnictwo
Pozycja w klasyfikacji według Index Fungorum: Incertae sedis, Agaricales, Agaricomycetidae, Agaricomycetes, Agaricomycotina, Basidiomycota, Fungi.
Polską nazwę zarekomendował Władysław Wojewoda w 2003 r.
Gatunki:
- Rectipilus bavaricus Agerer 1973
- Rectipilus cistophilus Esteve-Rav. & Vila 1999
- Rectipilus confertus (Burt) Agerer 1973
- Rectipilus davidii (D.A. Reid) Agerer 1973
- Rectipilus erubescens (D.A. Reid) Agerer 1975
- Rectipilus fasciculatus (Pers.) Agerer 1973 – puchareczek białawy
- Rectipilus idahoensis (W.B. Cooke) Agerer 1973
- Rectipilus natalensis (W.B. Cooke) Agerer 1973
- Rectipilus sulphureus (Sacc. & Ellis) W.B. Cooke 1989

Nazwy naukowe na podstawie Index Fungorum. Nazwy polskie według Władysława Wojewody.